# Віґрахараджа III
Віґрахараджа III (гінді विग्रहराज तृतीय; д/н — 1079) — 9-й магараджахіраджа Сакамбхарі у 1070—1090 роках. Відомий також як Вісаладева (Бісала).

## Життєпис
Походив з династії Чаухан. Другий син Чамундараджи. Посів трон 1070 року після загибелі брата Дурлабхараджи III. Для зміцнення становища одружився з Раджадевою, донькою (менш достовірній версії — небогою) Удаядітьї Парамара. магараджахіраджи Малави. За цим спільно з останнім завдав поразки Карнадеві Соланка, магараджахіраджі Гуджари.
Десь в середині 1070-х років завдав поразки Шахаб ад-Діну, одному з емірів газневідського султана Ібрагіма I, але обставини та наслідники достеменно нвеідомі. Є лише побічна згадка в хроніці «Прабандхакоші».
За легендами він помер внаслідок прокляття брагмана Махасатьї, дружину якого правитель відібрав, або дівчини Вайшьї, яку начебто Віґрахараджа III згвалтував. В будь-якому разі він помер 1090 року. Йому спадкував син Прітхвіраджа I.